# Bjergesø Station
Bjergesø Station er en nedlagt dansk jernbanestation på Hørve-Værslev Jernbane (1918-56) i Odsherred. Den lå i landsbyen Bjergesø, 6 km syd for Fårevejle Kirkeby, 3 km vest for Hørve og 1 km nord for Vallekilde, hvor Vallekilde Højskole har ligget siden 1865. Højskolen gav dog ikke banen megen trafik, for selvom Bjergesø var dens nærmeste jernbanestation, foretrak eleverne åbenbart at gå et par km til Hørve Station og stå på Odsherredsbanens tog, så de undgik et togskift.

## Landsbyen
I 1898 beskrives Bjergesø således: "Bjerresø med Forskole, Fattiggaard for Vallekilde-Hørve Kommune (opf. 1867; 46 Pladser), Sparekasse (opr. 18/7 1869; 31/3 1885 var...Antal af Konti 328) og Andelsmejeri;" Målebordsbladene fra 1800-tallet og 1900-tallet har hhv. stavemåden Bjergsö og Bjergesö. Stationen hed oprindeligt Bjerresø. Det navn blev ændret til Bjærgesø i 1933 og endeligt til Bjergesø i 1949.

## Faciliteter
Oprindeligt havde stationen fuld ekspedition med ventesal i bygningens nordøstlige del og med billetluge ind til kontoret, der siden blev køkken. Men fra 1930'erne var der kun billetsalg og ekspedition af banepakker. Senere var der kun åbent to timer dagligt.
Der var ikke varehus og heller ikke egentlig perron, men et 53 m langt læsse- og omløbsspor. Læsning af roer foregik på vestsiden af Bjergesøvej, og der var ingen vaskeplads på stationen. En stor betonklods, der var fundament for signalmasten og kan ses på gamle fotos, ligger stadig i jorden nordøst for stationen.

## Stationsbygningen
Stationsbygningen er bevaret på Bjergesøvej 8 og er ligesom de andre på Hørve-Værslev Jernbane opført af den prisbelønnede arkitekt Olaf Petri. Bjergesø Station er ifølge BBR opført i 1910,, selv om anlægget af banen først blev påbegyndt i 1916. Banen ophørte i 1956.
Bygningerne var opr. fuldmurede i røde tegl med helvalmet, opskalket tegltag med høj rejsning og karakteristisk skorsten. Hovedbygningen er kun på 8 m × 10 m. Udhuset, der i banens tid var retirade (toilet) og brændemagasin, er på 4 m × 5 m og proportioneret ligesom hovedbygningen, også med helvalmet rødt tegltag. Med et gårdrum imellem på ligeledes 4 m × 5 m, udgør de to bygninger et harmonisk sluttet lille kompleks, der trods sine få kvadratmeter er "stateligt". Bygningen blev desværre pudset op omkring 1980'erne, så den fremstår uoriginalt, og med malede facader.
Roelæsning foregik på modsatte side af Bjergesøvej, vest.

## Bevaret banetracé
Øst for stationen går banens tracé i en dyb tilgroet gennemskæring. Bjergesøstien går oven for gennemskæringen på sydsiden og svinger til højre, hvor den slutter. Men ligeud kan man følge banetracéet på en markvej forbi søen, der har givet landsbyen navn. På gamle kort kan man se, at banen var anlagt midt gennem søen.
Vest for Bjergesøvej er der bevaret en banedæmning, som er tilgængelig på korte stykker.